# Leandro Antonio Alén
Leandro Antonio Alén (Buenos Aires, 12 de marzo de 1795-29 de diciembre de 1853) fue un pulpero y militar argentino, padre de Leandro N. Alem e integrante del brazo armado de la Sociedad Popular Restauradora, la Mazorca, que tuvo un rol importante en el esquema de las fuerzas policiales que respondían a Juan Manuel de Rosas. Fue alférez de milicia durante la gobernación de Manuel Dorrego y vigilante de Regimientos a Caballo en la de Rosas. Fue fusilado en 1853 luego de que fracasase el sitio de Buenos Aires. Su hijo Leandro1 fue el fundador de la Unión Cívica Radical, y su nieto Hipólito Yrigoyen2 fue presidente de la Nación.

## Primeros años
Nació en 1795 como resultado de la relación del gallego Francisco Alén y de la porteña María Isabel Ferrer. Desde joven se suma a la causa federal y en 1827 es nombrado alférez de milicia por Manuel Dorrego, cuando este se convierte en gobernador de Buenos Aires en ese mismo año.
El 30 de septiembre de 1825 se casa con Tomasa Ponce Gigena, una mujer bella y joven de antepasados indígenas.
Entre 1826 y 1852 nacieron sus hijos José Gregorio, Marcelina Antonia, José Severino, Luisa, Domingo Hipólito, Leandro, Tomasa y Lucio.

## Durante el rosismo
En 1829 fue destituido de su cargo de alférez por el recién asumido gobernador Juan José Viamonte. Sin embargo, el 8 de diciembre de ese mismo año, Viamonte fue remplazado por Juan Manuel de Rosas, que nombró a Alén vigilante del Regimiento a Caballo.
A mediados de la década de 1830 comenzó a sufrir algunos problemas psicóticos, que lo alejaron temporalmente de la policía y lo llevaron a ocuparse de su pulpería en Balvanera. 
En la década de 1840, con el poder de Rosas desgastado y con un tenso clima social, ingresa en la Mazorca, la fuerza parapolicial de la Sociedad Popular Restauradora, e integró la división policial encabezada por Ciriaco Cuitiño.
Hacia finales de esa década volvió a tener episodios de inestabilidad emocional, lo que lo llevó a protagonizar una serie de incidentes, por lo que fue procesado y puesto en prisión. 
Rosas lo indultó, pero Alén quedó definitivamente fuera de la policía. De todas formas, Cuitiño, que se había hecho su amigo, le siguió garantizando un sueldo.
Luego de esto, volvió a ocuparse de su pulpería.

### Caída de Rosas
El 3 de febrero de 1852 se libró la batalla de Caseros, donde Rosas fue derrotado por una coalición internacional antiporteña e inició su camino al exilio. Justo José de Urquiza entró en Buenos Aires sin ensañarse con los partidarios del régimen depuesto, sino, por el contrario, resaltando su condición de federal y luciendo una cinta rojo punzó. 
Esto generó la paradójica situación de que muchos exrrosistas terminaran alineándose con el federalismo de Urquiza, entre ellos el propio Alén.

## Sitio de Buenos Aires
En 1852 se sumó a las tropas del coronel rosista Hilario Lagos en la campaña para tomar definitivamente la ciudad de Buenos Aires, en manos de los unitarios.
Tras la victoria unitaria en 1853, Cuitiño y Alén, al igual que otros integrantes del ejército de Lagos, se presentaron ante las autoridades porteñas con la certeza de que sólo recibirían una pena leve, pero fueron inmediatamente encarcelados y condenados a muerte.

## Fusilamiento
Tras permanecer casi seis meses en prisión, el 29 de diciembre de 1853 fue trasladado a la iglesia de la Concepción (en la actual calle Tacuarí esquina avenida Independencia), a once cuadras al suroeste del cabildo de Buenos Aires. Él y Cuitiño fueron fusilados sobre el paredón de la iglesia.
La siguiente es una descripción de la ejecución realizada por el historiador antirrosista Félix Luna (1925-2009):

Cuitiño se muestra altanero, cambiando insulto por insulto, mirando de frente, como cuando era el jefe de policía del Restaurador. Leandro Antonio está quebrado, al borde del desmayo o de uno de esos traidores ataques que tanto lo habían perturbado en su vida. Colocan los banquillos cerca del foso, frente a la calle sucia y sin empedrado. Un oficial da órdenes a un pelotón desaliñado con tono monocorde, como si lo trágico fuese banal en esa Buenos Aires de mediados de siglo. Preparen, apunten, fuego: las armas se descargan sobre los pechos de los condenados, la sangre se mezcla en la tierra seca de la plaza.

Los cadáveres de ambos se exhibieron colgados en la horca instalada en la Plaza de la Concepción, frente a la iglesia, durante las cuatro horas de exposición pública que ordenaba la sentencia judicial.
Su hijo de 11 años, Leandro Alén, observó todo desde la plaza. Ese recuerdo lo perseguirá por el resto de su vida y lo llevará a cambiar la última letra de su apellido, pasándose a llamar Leandro Alem.
Luego de la muerte de Alén, solo sobrevivirán –en la pobreza– sus hijos Leandro y Lucio, sus hijas Marcelina, Luisa y Tomasa, y su esposa, que desde ese momento se dedicó a elaborar pasteles para mantener a lo que había quedado de la familia.